# Пука (волость)
Пу́ка (эст. Puka) — бывшая волость в Эстонии в северной части уезда Валгамаа.

## Положение
Площадь занимаемой территории — 200,90 км². На 1 января 2010 года численность населения составляла 1 786 человек.
Административный центр — посёлок Пука. Также на территории волости находятся 18 деревень: Аакре, Кибена, Колли, Комси, Куйгатси, Кяхри, Меэгасте, Паламусте, Педасте, Плика, Пранге, Пуртси, Пыру, Пюхасте, Ребасте, Рууна, Соонтага, Ваарди.
На территории волости достаточно много ручьёв и озёр, в том числе озеро Соонтага.